# Caprorhinus anivoranensis
Caprorhinus anivoranensis är en insektsart som beskrevs av Wintrebert 1972. Caprorhinus anivoranensis ingår i släktet Caprorhinus och familjen Pyrgomorphidae. Inga underarter finns listade i Catalogue of Life.